# Émilie Loit
Émilie Loit, née le 9 juin 1979 à Cherbourg (France), est une joueuse de tennis française, professionnelle de 1994 à 2009.

## Biographie

### Carrière sportive
Championne de France des 17-18 ans en 1996, elle fait partie de la « génération 1979 » qui a fourni cinq joueuses tricolores dans le top 40 mondial avec Mauresmo, Dechy, Beltrame et Sidot.
Gauchère, elle obtient sa première victoire en 1997 à Dinan sur le circuit ITF. En novembre 1998, elle entre pour la première fois dans le top 100 qu'elle ne quittera pratiquement plus. En janvier 1999, elle se qualifie pour les huitièmes de finale de l'Open d'Australie, son meilleur résultat dans une épreuve du Grand Chelem. Ses excellents résultats du mois d'avril 2004 (deux titres WTA à Casablanca et Estoril) lui permettent, le 19, d'atteindre la 27e place mondiale.
Émilie Loit a remporté dix-neuf tournois WTA, dont seize en double dames. Elle compte trois titres WTA en simple à son palmarès, tous sur terre battue : Casablanca et Estoril en 2004, Acapulco en 2007. Au cours de sa carrière, elle a battu deux fois des membres du top 10 en exercice : Conchita Martínez, alors no 10, à l'Open d'Australie 1999 (7-5, 6-1) et Chanda Rubin, alors no 8, au tournoi de Rome 2003 (6-2, 1-6, 6-3). Elle a été membre de l'équipe de France victorieuse de la Fed Cup en 2003 (face aux États-Unis) et finaliste en 2004 (face à la Russie).
Sortie au premier tour des Internationaux de France de tennis le 24 mai 2009, la jeune Normande déclare alors, à presque trente ans, souhaiter mettre un terme à sa carrière sportive.

### Reconversion
Elle est consultante tennis pour Eurosport et sur la radio numérique RTL-L'Équipe (tous les jeudis à 11 h dans Carrément tennis). En 2017, elle rejoint RMC pour participer aux Grandes Gueules du Sport.

### Vie privée
Elle a deux fils, Mathias né en 2011 et Stanislas né en 2014.
Elle est candidate à Boulogne-Billancourt sur la liste de Pierre-Mathieu Duhamel (UMP) aux élections municipales de 2014.

## Palmarès

### Titres en simple dames
| No | Date       | Nom et lieu du tournoi                | Catégorie | Dotation  | Surface      | Finaliste         | Score     |          |
| -- | ---------- | ------------------------------------- | --------- | --------- | ------------ | ----------------- | --------- | -------- |
| 1  | 05/04/2004 | GP Princesse Lalla Meryem, Casablanca | Tier V    | 110 000 $ | Terre (ext.) | Ľudmila Cervanová | 6-2, 6-2  | Parcours |
| 2  | 12/04/2004 | Estoril Open, Estoril                 | Tier V    | 110 000 $ | Terre (ext.) | Iveta Benešová    | 7-5, 7-61 | Parcours |
| 3  | 26/02/2007 | Abierto Mexicano, Acapulco            | Tier III  | 180 000 $ | Terre (ext.) | Flavia Pennetta   | 7-60, 6-4 | Parcours |

### Finale en simple dames
Aucune.

### Titres en double dames
| No | Date       | Nom et lieu du tournoi               | Catégorie | Dotation  | Surface         | Partenaire          | Finalistes                                    | Score          |          |
| -- | ---------- | ------------------------------------ | --------- | --------- | --------------- | ------------------- | --------------------------------------------- | -------------- | -------- |
| 1  | 15/11/1999 | Volvo Women’s Open Pattaya           | Tier IVb  | 112 500 $ | Dur (ext.)      | Åsa Svensson        | Evgenia Kulikovskaya Patricia Wartusch        | 6-1, 6-4       | Parcours |
| 2  | 10/01/2000 | Tasmanian International Hobart       | Tier IVb  | 110 000 $ | Dur (ext.)      | Rita Grande         | Kim Clijsters Alicia Molik                    | 6-2, 2-6, 6-3  | Parcours |
| 3  | 12/02/2001 | Terazura Open Nice                   | Tier II   | 565 000 $ | Moquette (int.) | Anne-Gaëlle Sidot   | Kimberly Po Nathalie Tauziat                  | 1-6, 6-2, 6-0  | Parcours |
| 4  | 15/04/2002 | Budapest Open Budapest               | Tier V    | 110 000 $ | Terre (ext.)    | Catherine Barclay   | Elena Bovina Zsófia Gubacsi                   | 4-6, 6-3, 6-3  | Parcours |
| 5  | 06/01/2003 | Canberra Women’s Classic Canberra    | Tier V    | 110 000 $ | Dur (ext.)      | Tathiana Garbin     | Dája Bedáňová Dinara Safina                   | 6-3, 3-6, 6-4  | Parcours |
| 6  | 24/02/2003 | Abierto Mexicano Acapulco            | Tier III  | 170 000 $ | Terre (ext.)    | Åsa Svensson        | Petra Mandula Patricia Wartusch               | 6-3, 6-1       | Parcours |
| 7  | 15/09/2003 | Polo Open Shanghai                   | Tier II   | 585 000 $ | Dur (ext.)      | Nicole Pratt        | Ai Sugiyama Tamarine Tanasugarn               | 6-3, 6-3       | Parcours |
| 8  | 05/04/2004 | GP Princesse Lalla Meryem Casablanca | Tier V    | 110 000 $ | Terre (ext.)    | Marion Bartoli      | Els Callens Katarina Srebotnik                | 6-4, 6-2       | Parcours |
| 9  | 02/05/2005 | GP Princesse Lalla Meryem Rabat      | Tier IV   | 140 000 $ | Terre (ext.)    | Barbora Strýcová    | Lourdes Domínguez Lino Nuria Llagostera Vives | 3-6, 7-65, 7-5 | Parcours |
| 10 | 09/05/2005 | ECM Open Prague                      | Tier IV   | 140 000 $ | Terre (ext.)    | Nicole Pratt        | Jelena Kostanić Barbora Strýcová              | 6-76, 6-4, 6-4 | Parcours |
| 11 | 25/07/2005 | Grand Prix Budapest                  | Tier IV   | 140 000 $ | Terre (ext.)    | Katarina Srebotnik  | Lourdes Domínguez Lino Marta Marrero          | 6-1, 3-6, 6-2  | Parcours |
| 12 | 08/08/2005 | Nordic Light Open Stockholm          | Tier IV   | 140 000 $ | Dur (ext.)      | Katarina Srebotnik  | Eva Birnerová Mara Santangelo                 | 6-4, 6-3       | Parcours |
| 13 | 03/10/2005 | Tashkent Open Tachkent               | Tier IV   | 140 000 $ | Dur (ext.)      | Maria Elena Camerin | Anastasia Rodionova Galina Voskoboeva         | 6-3, 6-0       | Parcours |
| 14 | 24/10/2005 | Gaz de France Stars Hasselt          | Tier III  | 170 000 $ | Moquette (int.) | Katarina Srebotnik  | Michaëlla Krajicek Ágnes Szávay               | 6-3, 6-4       | Parcours |
| 15 | 09/01/2006 | Hobart International Hobart          | Tier IV   | 145 000 $ | Dur (ext.)      | Nicole Pratt        | Jill Craybas Jelena Kostanić                  | 6-2, 6-1       | Parcours |
| 16 | 06/02/2006 | Open Gaz de France Paris             | Tier II   | 600 000 $ | Moquette (int.) | Květa Peschke       | Cara Black Rennae Stubbs                      | 7-65, 6-4      | Parcours |

### Finales en double dames
| No | Date       | Nom et lieu du tournoi            | Catégorie | Dotation  | Surface         | Vainqueures                                   | Partenaire               | Score         |          |
| -- | ---------- | --------------------------------- | --------- | --------- | --------------- | --------------------------------------------- | ------------------------ | ------------- | -------- |
| 1  | 11/01/1999 | Tasmanian International Hobart    | Tier IVb  | 110 000 $ | Dur (ext.)      | Mariaan de Swardt Elena Tatarkova             | Alexia Dechaume-Balleret | 6-1, 6-2      | Parcours |
| 2  | 07/02/2000 | Open Gaz de France Paris          | Tier II   | 535 000 $ | Moquette (int.) | Julie Halard Sandrine Testud                  | Åsa Svensson             | 3-6, 6-3, 6-4 | Parcours |
| 3  | 09/09/2002 | Brasil Open Bahia                 | Tier II   | 650 000 $ | Dur (ext.)      | Virginia Ruano Pascual Paola Suárez           | Rossana de los Ríos      | 6-4, 6-1      | Parcours |
| 4  | 30/12/2002 | Uncle Tobys Hardcourts Gold Coast | Tier III  | 170 000 $ | Dur (ext.)      | Svetlana Kuznetsova Martina Navrátilová       | Nathalie Dechy           | 6-4, 6-4      | Parcours |
| 5  | 10/02/2003 | Proximus Diamond Games Anvers     | Tier II   | 585 000 $ | Moquette (int.) | Kim Clijsters Ai Sugiyama                     | Nathalie Dechy           | 6-2, 6-0      | Parcours |
| 6  | 08/09/2003 | Wismilak International Bali       | Tier III  | 225 000 $ | Dur (ext.)      | María Vento-Kabchi Angelique Widjaja          | Nicole Pratt             | 7-5, 6-2      | Parcours |
| 7  | 02/01/2006 | ASB Classic Auckland              | Tier IV   | 145 000 $ | Dur (ext.)      | Elena Likhovtseva Vera Zvonareva              | Barbora Strýcová         | 6-3, 6-4      | Parcours |
| 8  | 27/02/2006 | Abierto Mexicano Acapulco         | Tier III  | 180 000 $ | Terre (ext.)    | Anna-Lena Grönefeld Meghann Shaughnessy       | Shinobu Asagoe           | 6-1, 6-3      | Parcours |
| 9  | 18/09/2006 | Slovenia Open Portorož            | Tier IV   | 145 000 $ | Dur (ext.)      | Lucie Hradecká Renata Voráčová                | Eva Birnerová            | Forfait       | Parcours |
| 10 | 26/02/2007 | Abierto Mexicano Acapulco         | Tier III  | 180 000 $ | Terre (ext.)    | Lourdes Domínguez Lino Arantxa Parra Santonja | Nicole Pratt             | 6-3, 6-3      | Parcours |

## Parcours en Grand Chelem

### En simple dames
| Année | Open d'Australie                                 | Open d'Australie    | Internationaux de France | Internationaux de France | Wimbledon                                        | Wimbledon                                    | US Open         | US Open             |
| ----- | ------------------------------------------------ | ------------------- | ------------------------ | ------------------------ | ------------------------------------------------ | -------------------------------------------- | --------------- | ------------------- |
| 1997  | -                                                | -                   | 1er tour (1/64)          | Conchita Martínez        | -                                                | -                                            | -               | -                   |
| 1998  | -                                                | -                   | 2e tour (1/32)           | Jana Novotná             | -                                                | -                                            | -               | -                   |
| 1999  | 4e tour (1/8)                                    | Amélie Mauresmo     | 1er tour (1/64)          | Paola Suárez             | 1er tour (1/64)                                  | Katarína Studeníková                         | 1er tour (1/64) | Lisa Raymond        |
| 2000  | 2e tour (1/32)                                   | Jana Kandarr        | 3e tour (1/16)           | Venus Williams           | Q2 \|\| style="text-align:left" \| Bianca Lamade | Q2 \|\| style="text-align:left" \| Gréta Arn |                 |                     |
| 2001  | 3e tour (1/16)                                   | Monica Seles        | 1er tour (1/64)          | Jennifer Capriati        | 2e tour (1/32)                                   | Amanda Coetzer                               | 2e tour (1/32)  | Lindsay Davenport   |
| 2002  | 1er tour (1/64)                                  | Cara Black          | 3e tour (1/16)           | Katarina Srebotnik       | 2e tour (1/32)                                   | Elena Dementieva                             | 2e tour (1/32)  | Magdalena Maleeva   |
| 2003  | 1er tour (1/64)                                  | Serena Williams     | 2e tour (1/32)           | Fabiola Zuluaga          | 3e tour (1/16)                                   | Svetlana Kuznetsova                          | 3e tour (1/16)  | Jennifer Capriati   |
| 2004  | 2e tour (1/32)                                   | Lindsay Davenport   | 2e tour (1/32)           | Zheng Jie                | 1er tour (1/64)                                  | Tatiana Panova                               | 1er tour (1/64) | Mary Pierce         |
| 2005  | 1er tour (1/64)                                  | Tzipora Obziler     | 3e tour (1/16)           | Emmanuelle Gagliardi     | 1er tour (1/64)                                  | Selima Sfar                                  | 1er tour (1/64) | Ivana Lisjak        |
| 2006  | 2e tour (1/32)                                   | Amélie Mauresmo     | 2e tour (1/32)           | Ana Ivanović             | 1er tour (1/64)                                  | Anastasia Rodionova                          | 2e tour (1/32)  | Maria Sharapova     |
| 2007  | 2e tour (1/32)                                   | Daniela Hantuchová  | 1er tour (1/64)          | Maria Sharapova          | 2e tour (1/32)                                   | Elena Vesnina                                | 1er tour (1/64) | Virginie Razzano    |
| 2008  | 1er tour (1/64)                                  | Francesca Schiavone | 3e tour (1/16)           | Patty Schnyder           | 2e tour (1/32)                                   | Shahar Peer                                  | 1er tour (1/64) | Maria Elena Camerin |
| 2009  | Q1 \|\| style="text-align:left" \| Yuliana Fedak | 1er tour (1/64)     | Timea Bacsinszky         | -                        | -                                                | -                                            | -               |                     |

à droite du résultat, l’ultime adversaire.

### En double dames
| Année | Open d'Australie            | Open d'Australie            | Internationaux de France      | Internationaux de France    | Wimbledon                    | Wimbledon                  | US Open                       | US Open                    |
| ----- | --------------------------- | --------------------------- | ----------------------------- | --------------------------- | ---------------------------- | -------------------------- | ----------------------------- | -------------------------- |
| 1997  | -                           | -                           | 2e tour (1/16) A. Mauresmo    | Nicole Arendt M. Bollegraf  | -                            | -                          | -                             | -                          |
| 1998  | -                           | -                           | 3e tour (1/8) C. Dhenin       | Silvia Farina K. Habšudová  | 2e tour (1/16) C. Dhenin     | A. Sánchez Helena Suková   | 1/4 de finale C. Dhenin       | V. Ruano Paola Suárez      |
| 1999  | 1er tour (1/32) C. Dhenin   | B. Schett P. Schnyder       | 1er tour (1/32) Åsa Svensson  | Likhovtseva Ai Sugiyama     | 2e tour (1/16) A. Cocheteux  | Ruano Pascual Paola Suárez | 2e tour (1/16) A. Dechaume    | MJ Fernández Monica Seles  |
| 2000  | 2e tour (1/16) Åsa Svensson | L. Davenport C. Morariu     | 1er tour (1/32) Åsa Svensson  | Silvia Farina K. Habšudová  | 2e tour (1/16) Åsa Svensson  | A. Ellwood Alicia Molik    | 1er tour (1/32) Rita Grande   | J. Capriati A. Kournikova  |
| 2001  | 1er tour (1/32) N. Dechy    | R. McQuillan Lisa McShea    | 2e tour (1/16) A-G. Sidot     | Anke Huber B. Schett        | 2e tour (1/16) A-G. Sidot    | Jelena Dokić C. Martínez   | 1er tour (1/32) A-G. Sidot    | E. Dementieva J. Husárová  |
| 2002  | 2e tour (1/16) N. Dechy     | C. Martínez Magüi Serna     | 1er tour (1/32) A. Mauresmo   | Marta Marrero M.J. Martínez | 2e tour (1/16) C. Dhenin     | Silvia Farina B. Schett    | 1er tour (1/32) C. Barclay    | M. Salerni Åsa Svensson    |
| 2003  | 3e tour (1/8) N. Dechy      | D. Hantuchová Shaughnessy   | 1/4 de finale N. Dechy        | Cara Black Likhovtseva      | 3e tour (1/8) N. Dechy       | L. Davenport Lisa Raymond  | 2e tour (1/16) F. Schiavone   | Cara Black Likhovtseva     |
| 2004  | 2e tour (1/16) Nicole Pratt | S. Reeves A. Serra Zanetti  | 2e tour (1/16) M. Bartoli     | B. Stewart Sam Stosur       | 1/4 de finale M. Bartoli     | Navrátilová Lisa Raymond   | 3e tour (1/8) Nicole Pratt    | Liezel Huber T. Tanasugarn |
| 2005  | 1er tour (1/32) N. Dechy    | S. Kuznetsova Alicia Molik  | 1/4 de finale Nicole Pratt    | Ruano Pascual Paola Suárez  | 3e tour (1/8) B. Strýcová    | Cara Black Liezel Huber    | 3e tour (1/8) Nicole Pratt    | C. Morariu P. Schnyder     |
| 2006  | 3e tour (1/8) Nicole Pratt  | A.-L. Grönefeld Shaughnessy | 1er tour (1/32) Nicole Pratt  | M. Bartoli Shahar Peer      | 1er tour (1/32) Nicole Pratt | M. Camerin T. Garbin       | 1er tour (1/32) Nicole Pratt  | L. Granville C. Gullickson |
| 2007  | 2e tour (1/16) Nicole Pratt | A. Harkleroad G. Voskoboeva | 1er tour (1/32) Nicole Pratt  | Cara Black Liezel Huber     | 2e tour (1/16) Nicole Pratt  | K. Srebotnik Ai Sugiyama   | 3e tour (1/8) Vania King      | K. Srebotnik Ai Sugiyama   |
| 2008  | -                           | -                           | 2e tour (1/16) P. Parmentier  | Anabel Medina Ruano Pascual | 2e tour (1/16) P. Parmentier | Dinara Safina Ágnes Szávay | 1er tour (1/32) P. Parmentier | Lisa Raymond Sam Stosur    |
| 2009  | -                           | -                           | 1er tour (1/32) K. Mladenovic | D. Hantuchová Ai Sugiyama   | -                            | -                          | -                             | -                          |

sous le résultat, la partenaire ; à droite, l’ultime équipe adverse.

### En double mixte
| Année | Open d'Australie              | Open d'Australie            | Internationaux de France      | Internationaux de France   | Wimbledon | Wimbledon | US Open | US Open |
| ----- | ----------------------------- | --------------------------- | ----------------------------- | -------------------------- | --------- | --------- | ------- | ------- |
| 1999  | -                             | -                           | 1er tour (1/32) R. Gilbert    | Barabanschikova David Rikl | -         | -         | -       | -       |
| 2000  | 1er tour (1/16) O. Delaitre   | Yayuk Basuki D. Orsanic     | 1er tour (1/32) J. Boutter    | Cara Black P. Galbraith    | -         | -         | -       | -       |
| 2001  | -                             | -                           | 1er tour (1/16) Stéphane Huet | A. Fusai J. Golmard        | -         | -         | -       | -       |
| 2002  | -                             | -                           | 1er tour (1/16) N. Coutelot   | A. Sánchez Jared Palmer    | -         | -         | -       | -       |
| 2003  | 1er tour (1/16) Cyril Suk     | B. Schett Joshua Eagle      | 1er tour (1/16) N. Coutelot   | Liezel Huber Pavel Vízner  | -         | -         | -       | -       |
| 2004  | 1er tour (1/16) Chris Haggard | M. Navrátilová Leander Paes | 1er tour (1/16) Chris Haggard | A. Widjaja Lucas Arnold    | -         | -         | -       | -       |
| 2005  | 1er tour (1/16) Gastón Etlis  | J. Husárová Leoš Friedl     | 2e tour (1/8) J. Bachelot     | A. Myskina J. Björkman     | -         | -         | -       | -       |
| 2007  | -                             | -                           | 1er tour (1/16) A. Sidorenko  | S. Beltrame Marc Gicquel   | -         | -         | -       | -       |

sous le résultat, le partenaire ; à droite, l’ultime équipe adverse.

## Classements WTA en fin de saison

### En simple
| Année | 1995 | 1996 | 1997 | 1998 | 1999 | 2000 | 2001 | 2002 | 2003 | 2004 | 2005 | 2006 | 2007 | 2008 |
| Rang  | 987  | 596  | 281  | 98   | 98   | 102  | 94   | 58   | 41   | 45   | 81   | 58   | 45   | 138  |

dource : (en) « Classements de Émilie Loit », sur le site officiel du WTA Tour

### En double
| Année | 1997 | 1998 | 1999 | 2000 | 2001 | 2002 | 2003 | 2004 | 2005 | 2006 | 2007 | 2008 |
| Rang  | 213  | 69   | 51   | 57   | 60   | 67   | 15   | 31   | 29   | 49   | 42   | 134  |

dource : (en) « Classements de Émilie Loit », sur le site officiel du WTA Tour